# Ała-kol
Ała-kol, dawniej Ała-kul (kaz. Алакөл, Ałaköl; ros. Алаколь, Ałakol) – słone jezioro bezodpływowe we wschodnim Kazachstanie, w Kotlinie Bałchasko-Ałakolskiej, na północnym zachodzie połączone z płytkimi jeziorami Ujały i Sasykköl.
Ała-kol leży 180 km na wschód od innego jeziora – Bałchasz. Powierzchnia – około 2650 km², głębokość maksymalna – 45 m (inne źródło mówi o 54), wysokość – 347 m n.p.m. Do jeziora uchodzi rzeka Jemyl. Skute lodem od stycznia do kwietnia. Występuje wiele gatunków ryb, m.in. okonie, karpie, marynki, ślizy.

## Ostoja ptaków
Na jeziorze leżą trzy wyspy. Razem tworzą archipelag długi na 17 km i szeroki na 1,5–6 km. BirdLife International w 2007 uznało ostoję za ostoję ptaków IBA. Wyspy porastają głównie kserofitowe krzewy, jak Artemisia terrae-albae, Salsola arbuscula, Nanophyton erinaceum, Krascheninnikovia ceratoides syn. Eurotia ceratoides i mietelnik żakula (Kochia scoparia). Na wyspach gnieżdżą się (dane z lat 2004–2007): sterniczka zwyczajna (Oxyura leucocephala), pelikan kędzierzawy (Pelecanus crispus), kormoran zwyczajny (Phalacrocorax carbo), rybitwa krótkodzioba (Sterna nilotica), mewa orlica (Ichthyaetus ichthyaetus), rybitwa rzeczna (Sterna hirundo).